# Epipsocidae
Epipsocidae — семейство сеноедов из подотряда Psocomorpha. Известно около 140 видов.

## Распространение
Встречаются всесветно, но большинство видов представлены в тропиках Южной Америки, Африки и Малайзии.
Единственный европейский вид это бескрылый Bertkauia lucifuga.
Для фауны бывшего СССР указывалось 4 рода.

## Описание
Мелкие и среднего размера сеноеды (около 10 м). Усики 13-сегментные. Нижнегубной щупик 2-члениковый. Крылья развиты у обоих полов, опушенные, или самки бескрылые. Формула лапок имаго 3-3-3, коготки с зубцом, с расширенной пульвиллой и щетинкой. Гипандрий самца простой или лопастной. Яйцеклад образован двумя парами створок.

## Экология
Обитают на деревьях и кустарниках, в опавшей листве.

## Классификация
В семействе описано около 140 видов. Монофилия Epipsocidae поддержана синапоморфиями: эпистомальный шов дорсально отсутствует, мембранозная антеро-вентральная поверхность скапуса усика, отсутствие второй анальной жилки (A2) в переднем крыле, наличие вентральных щетинок на переднем крыле. Внутри Epipsocidae взаимоотношения между родами не установлены и
монофилия у большинства из них не поддерживается.
- Anastomopsocus  Garcia Aldrete, Alexander Mendivil & Gonzalez Obando, 2015 — 1 вид[8]
- Bertkauia  Kolbe, 1882 — 6 видов
- Cubitiglabra  Li, 1995 — 2 вида
- Cuscopsocus  Garcia Aldrete, 2017 — 1 вид[9]
- Dichoepipsocus  Li & Mockford, 1997 — 2 вида[10]
- Dicropsocus  Smithers & Thornton, 1977 — 3 вида
- Edmockfordia  García Aldrete, 2009 — 3 вида[11]
- Epipsocopsis  Badonnel, 1955 — 43 вида
- Epipsocus  Hagen, 1866 — 33 вида
- Goja  Navás, 1927 — 42 вида[12][13]
- Gojaoides  Garcia Aldrete, 2012 — 9 видов
- Gonzobandia  Garcia Aldrete, 2012 — 1 вид[14]
- Heteroepipsocus  Li, 1995 — 3 вида
- Hinduipsocus  Badonnel, 1981 — 4 вида
- Ianthorntonia  García Aldrete — 8 видов
- Incapsocus  Garcia Aldrete, 2005 — 1 вид
- Liratepipsocus  Li, 2002[15]
- Mesepipsocoides  García Aldrete & Casasola-González, 2008
- Mesepipsocus  Badonnel, 1969 — 30 видов
- Metepipsocus  Li, 2002 — 1 вид
- Neurostigma  Enderlein, 1900 — 8 видов
- Odontopsocus  Badonnel, 1987 — 2 вида
- Papillopsocus  Garcia Aldrete, 2005 — 1 вид
- Parepipsocus  Badonnel, 1986 — 1 вид
- Periepipsocus  Garcia Aldrete, Alexander Mendivil & Gonzalez Obando, 2015 — 1 вид[8]
- Phallofractus thailandensis  García Aldrete, 2009
- Rogojiella  García Aldrete, 2004[16]
- Spordoepipsocus  Li, 2002 — 4 вида
- Terryerwinia  Garcia Aldrete, 2005 — 1 вид
- Valvepipsocus  Li, 2002 — 1 вид